# اتحاد السكان الأصليين في بوليفيا
اتحاد السكان الأصليين في بوليفيا هي منظمة تمثيلية وطنية لحركة السكان الأصليين البوليفية. تأسست في تشرين الأول/ أكتوبر عام 1982 في سانتا كروز دي لا سييرا كاتحاد السكان الأصليين في الشرق البوليفي، مع مشاركة ممثلين عن أربعة شعوب أصلية من الشرق البوليفي هي: غواراني- تشاين وشيكيتانو وإيوريا وغواريوس.
تضم حاليًا منظمة اتحاد السكان الأصليين في بوليفيا، اختصارًا (CIDOB)، 34 شخصًا يعيشون في الأراضي المنخفضة في بوليفيا، في سبع من أصل تسع إدارات بوليفيا: سانتا كروز وبني وباندو وتاريا وشوكيساكا وكوتشابامبا ولا باز، ويتولى الرئيس أدولفو شافيز بيوما من شعب تاكانا رئاسة منظمة (CIDOB) منذ عام 2016.
تعد منظمة (CIDOB) عضوًا في التنسيق الوطني من أجل التغيير، وفي منظمة شعوب حوض الأمازون (COICA). كما كانت منظمة (CIDOB) عضوًا في ميثاق الوحدة منذ تأسيسها حتى كانون الثاني/ ديسمبر عام 2011، التاريخ الذي غادرته فيه احتجاجًا على رد حكومة إيفو موراليس على مسيرتها الثامنة بشأن حديقة إيسيبورو سيكيور الوطنية وإقليم السكان الأصليين.

## أعضاء المنظمة
تشكل المنظمات التالية اتحاد (CIDOB):
- مجلس الشعب الغواراني
- مركز منظمات السكان الأصليين في غوارايو
- مركز السكان الأصليين في بني
- مركز السكان الأصليين بمنطقة الأمازون البوليفية
- مركز السكان الأصليين لشعوب الأمازون في باندو
- مركز السكان الأصليين في لا باز
- تنسيق السكان الأصليين في مدار كوتشابامبا
- منظمات وينايك وتابييت كابتينسيز

## التاريخ
بدأت الشعوب الأربعة المؤسسة لمنظمة (CIDOB) بالتواصل فيما بينها، مع مبادرة زعيم غواراني مبوروفيتشاو بونيفاسيو باريينتوس أيامباي (اسمه الحركي سومبرا غراندي) عام 1979. كما ساعدت الشعوب غواراني – آيسوسينيو وشيكيتانو وإيوريا وغواريوس في تأسيس اتحاد السكان الأصليين في الشرق البوليفي عام 1982 في سانتا كروز دي لا سييرا.

## التجنيد
كانت منظمة (CIDOB) الجهة المنظمة الرئيسية لسلسلة من المسيرات الوطنية، كانت أولى المسيرات «مسيرة للأرض والكرامة» التي انطلقت من ترينيداد، بني إلى لا باز في آب/ أغسطس وأيلول/ سبتمبر عام 1990. قام بتنسيق المسيرة مارسيال فابريسانو وانطلقت بما يقارب 300 مشارك، ليزداد عددهم إلى 800 شخص من السكان الأصليين مع وصولهم إلى لا باز في 19 أيلول/ سبتمبر.
أدّت هذه المسيرة إلى الاعتراف بأربعة أقاليم للسكان الأصليين (إقليم سيرينو ومتنزه إيسيبورو سيكوري الوطني وإقليم السكان الأصليين متعددي الأعراق وإقليم شيمان)، بالإضافة إلى إقرار الحكومة بمنظمة العمل الحكومية عام 1991 على اتفاقية منظمة العمل الدولية بشأن السكان الأصليين ومؤتمر الشعوب القبلية.
نظمت المسيرة الثانية من أجل الأقاليم والأراضي والمشاركة السياسية والتنمية في عام 1996. بدأت المسيرة بـ 2000 مشارك من (CIDOB) في سانتا كروز دي لا سييرا في 27 آب/ أغسطس 1996، وانضم إليها أعضاء من الاتحاد النقابي الموحد للعمال الريفيين في بوليفيا (CSUTCB) واتحاد السكان الأصليين في بوليفيا (CSCB) في اليوم التالي. ربحت منظمة (CIDOB) مطلبها بحماية حقوق السكان الأصليين في الأراضي باعتبارها أقاليم خاصة بهم، مع مبادئ السيادة والولاية القضائية المحلية، وأنهت مشاركتها في المسيرة في سامايباتا في سانتا كروز.
واصلت كل من (CSUTCB) و (CSCB) المسيرة وصولًا إلى لا باز، حيث زاد عدد المشاركين الـ 13000 إلى ما يقارب عشرين إلى أربعين ألف مشارك، لكنهم لم ينجحوا في تحقيق مطالب اتحادات كامبسينو. تزامنت التعبئة مع إقرار قانون المعهد الوطني للإصلاح الزراعي (INRA) لعام 1996 (قانون 1715) والذي غير سياسة الإصلاح الزراعي بطرق دعمت ملكية الأراضي التي لم تكن موجودة، بالإضافة إلى المضاربة.
في عام 2000، قام كل من (CPESC) وهو الاتحاد الإقليمي لسانتا كروز وشعب موجينو في بني بالإضافة إلى العديد من شعوب الأمازون بتنظيم مسيرة من أجل الأرض والأقاليم والموارد الطبيعية من ريبرالتا في بني إلى مونتيرو في سانتا كروز. حققت هذه المسيرة تغييرات في قانون الإصلاح الزراعي ومرسوم يعترف رسميًا بلغات السكان الأصليين في الأراضي المنخفضة.
كما قامت مسيرة عام 2002 من أجل السيادة الشعبية والإقليم والموارد البشرية من سانتا كروز إلى لا باز.
في أكتوبر ونوفمبر لعام 2006، انضمت منظمة (CIDOB) والحركة البوليفية للعمال بلا أرض (MST-bolivia) ومجموعات السكان الأصليين في الأراضي المرتفعة وغيرهم، انضموا إلى المسيرة القومية من أجل الأرض والإقليم. نُظّمت هذه المسيرة التي استمرت 28 يومًا للدفع بإقرار قانون إصلاح زراعي جديد، لكنه عُرقل في الكونغرس الوطني البوليفي. بعد وصول 2000 من المشاركين إلى إل ألتو في 27 تشرين الثاني/ نوفمبر، انضم إليهم عشرات الآلاف من المشاركين الآخرين في مسير إلى ساحة سان فرانسيسكو في لا باز وإلى ساحة بلازا موريللو قبل مبنى المؤتمر الوطني، ونصبوا هناك الخيام، واستمروا بالتخييم حتى إقرار القانون الجديد للإصلاح الزراعي.
في 7 تموز/ يوليو عام 2007، بدأت منظمة (CIDOB) مسير السكان الأصليين السادسة التي انطلقت من سانتا كروز إلى مقر الجمعية التأسيسية فاجتمعوا في سوكري. طالبت المسيرة باستقلال السكان الأصليين وحماية أراضيهم، بالإضافة إلى دولة متعددة القوميات وسيطرة السكان الأصليين على الموارد الطبيعية في أراضيهم. في 10 تموز/ يوليو للعام ذاته، اعتدى المتظاهرون اليمينيون على رئيس (CIDOB) أدولفو شافيز في مطار سوكري خلال زيارته لتقديم مطالب المنظمة. شملت المسيرة الذي بلغ عدد المشاركين فيها 470، 170 امرأة و68 طفلاً دون سن 12 عامًا. بعد مضي عشرة أيام من المسيرة في ظل ظروف جوية صعبة، أوقفت المنظمة التظاهر في ناحية إل تورنو، وأعلنت أن 75% من مطالبهم قد تم قبولها من قبل لجان الجمعية. أعلنت إحدى عشرة منظمة عضو أنها سترسل 10 ممثلين إلى سوكري لمتابعة التقدم المحرز بخصوص مقترحاتهم.
في تموز/ يوليو عام 2010، قادت منظمة (CIDOB) مسيرتها الوطنية السابعة - المسيرة الكبرى السابعة للسكان الأصليين من أجل الإقليم والحكم الذاتي وحقوق السكان الأصليين مطالبةً بأحقية أكبر بالحكم الذاتي للسكان الأصليين، وقدمت مجموعة مطالب مؤلفة من 13 بند:
1. تمليك واحترام الأقاليم الشعبية للسكان الأصليين (TCOs)
2. الغرض نفسه المذكور في البند الأول
3. استرجاع الأراضي
4. إلغاء التنقيب وامتيازات الغابات التي تؤثر على أراضي السكان الأصليين
5. السلامة الإقليمية لـ (TCOs)
6. الحكم الذاتي بخصوص الموارد
7. الحكم الذاتي دون تحديد حد الأدنى لعدد السكان المطلوبين
8. الحق بالمشاورة أو الاستفتاء
9. مشاريع تطورية
10. موارد اقتصادية
11. المشاورة في المشاريع
12. مقاعد إضافية في الجمعية التشريعية متعددة القوميات
13. حضور سلطات السكان الأصليين داخل الحكومة[7]

انتهت المسيرة بعد مغادرة ترينيداد في بني وصولًا إلى سان رامون في سانتا كروز، عقب مفاوضات غير مكتملة وتعهدات الحكومة باتخاذ إجراء حيالها.
في 26 تموز/ يوليو عام 2011، طرحت (CIDOB) برنامجًا للمطالب في المسيرة الثامنة للسكان الأصليين في الشرق وتشاكو والأمازون البوليفية، بدأت بالدفاع عن متنزه أو غابة إيسيبورو سيكيور الوطني وإقليم السكان الأصليين ضد خطة لبناء الطريق السريع «فيلا توناري سان إجناسيو دي موكسوس». نُظّمت المسيرة المنطلقة من ترينيداد في بني ليبدأ في 15 آب/ أغسطس، وقد تعهدت كل من منظمة السكان الأصليين في الأراضي المرتفعة (CONAMAQ) ومنظمة السكان الأصليين شيكيتانو ومجلس الشعب الغواراني، تعهدوا بالمشاركة.